# El abuelo (historieta de Divito)
El abuelo es un personaje creado por el dibujante, humorista y editor argentino Guillermo "Willy" Divito. Es un viejecito al que le gustan las mujeres bellas y cuanto más jóvenes, más le gustan. Pero, lejos de la imagen que normalmente se tiene del “viejo verde”, es por demás galante e ingenuo y siempre está metiéndose en líos por su pasión.
Es un reflejo de su creador, que tuvo fama de “playboy”, aunque no llegó a esas edades.